# 3810 Aoraki
A 3810 Aoraki (ideiglenes jelöléssel 1985 DX) a Naprendszer kisbolygóövében található aszteroida. Alan C. Gilmore és Pamela M. Kilmartin fedezte fel 1985. február 20-án, az új-zélandi Canterbury Egyetem Tekapo-tó közelében található Mount John obszervatóriumában. Nevét Új-Zéland legmagasabb hegyéről, a 3724 méter magas Mount Cookról (maori nyelven: Aoraki) kapta.